# Шумская городская община
Шумская городская община (укр. Шумська міська громада) — территориальная община в Кременецком районе Тернопольской области Украины.
Административный центр — город Шумск.
Население составляет 25093 человека. Площадь — 632,4 км².
В соответствии с распоряжением Кабинета Министров Украины от 12 июня 2020 года, в состав общины вошла территория Шумского городского совета, а также Андрушовского, Быковецкого, Боложовского, Брыковского, Васьковецкого, Вилийского, Желобковского, Залесцевского, Иловицкого, Кордышевского, Летовищенского, Людвищенского, Онишковецкого, Потуторовского, Рохмановского, Сосновского, Стожокского, Суражского, Тылявского, Угорского, Цеценевского и Шумбарского сельских советов упразднённого Шумского района.

## Населённые пункты
В состав общины входят 1 город и 43 села:
- Город Шумск
- Андрушовский старостинский округ:
  - Андрушовка
  - Кутянка
  - Переморовка
  - Русская Гута
- Брыковский старостинский округ:
  - Брыков
  - Коновица
- Васьковецкий старостинский округ:
  - Васьковцы
  - Куты
  - Малые Садки
- Вилийский старостинский округ:
  - Вилия
  - Новосёлка
  - Тетильковцы
- Залесцевский старостинский округ:
  - Забара
  - Залесцы
  - Летовище
  - Сошище
- Кордышевский старостинский округ:
  - Кордышев
  - Круголец
  - Мировое
- Людвищенский старостинский округ:
  - Людвище
- Онишковецкий старостинский округ:
  - Боложовка
  - Онишковцы
- Потуторовский старостинский округ:
  - Быковцы
  - Потуторов
- Рохмановский старостинский округ:
  - Залужье
  - Рохманов
  - Обыч
- Сосновский старостинский округ:
  - Бирки
  - Сосновка
- Стожокский старостинский округ:
  - Антоновцы
  - Великая Иловица
  - Малая Иловица
  - Стожок
  - Угорск
- Суражский старостинский округ:
  - Сураж
  - Ходаки
- Тылявский старостинский округ:
  - Башковцы
  - Желобки
  - Одерадовка
  - Тылявка
- Цеценевский старостинский округ:
  - Цеценевка
- Шумбарский старостинский округ:
  - Новостав
  - Шумбар